# Замок Кранцбах
Замок Кранцбах (нем. Schloss Kranzbach) — псевдозамок, в настоящее время отель неподалёку от замка Эльмау и небольшого населённого пункта Клаис.
Кранцбах расположен в горной долине между Гармиш-Партенкирхеном и Миттенвальдом на высоте 1030 м у подножия горы Цугшпитце, самой высокой точки альпийского горного хребта Веттерштайн и Германии в целом.

## Исторический обзор
В 1913 году 36-летняя английская аристократка Гоноройбл Мэри Изабель Портман подписала договор о приобретении земельного участка в районе Крайс, на которой началось возведение замка. Строительство велось по проекту английских архитекторов Детмара Блоу и Фернардо Биллерея в стиле английского движения искусств и ремёсел. За свой вид здание, напоминавшее замки Шотландии и Ирландии, в народе получило название «Английский замок».
Несмотря мировую войну, работы продолжались до 1915 года; Мэри Портман, однако, туда уже не вернулась, и здание долгое время пустовало.
В 1931 году наследники Мэри Портман сдали замок в аренду дортмундской евангелической церкви для организации там отдыха молодёжи из Рурского региона.
На Рождество 1933 года пожар значительно повредил дом, который впоследствии отремонтировали. Во время проведения Зимних Олимпийских игр 1936 года замок использовался как гостиница.
В первые годы Второй мировой войны Кранцбах стал местом для программы «Kinderlandverschickung» (лагеря для эвакуированных детей). После войны в замке отдыхали офицеры американской армии.
В 1947 году сюда снова вернулась Дортмундская евангелическая церковь.
В 2003 году замок был выкуплен и переоборудован под отель.